# پیتزو فورنو
پیتزو فورنو (به لاتین: Pizzo Forno) یک کوه در سوئیس است که در کانتون تیچینو واقع شده‌است. پیتزو فورنو ۲٬۹۰۷ متر بالاتر از سطح دریا واقع شده‌است.